# Ron Zwerver
Ronald Ferdinand (Ron) Zwerver (Amsterdam, 6 juni 1967) is voormalig Nederlands volleybalinternational, en winnaar van de olympische gouden medaille in Atlanta, 1996.

## Carrière

### Jeugd
Op zevenjarige leeftijd ging hij volleyballen bij de Amsterdamse club Rangers. Hij speelde steeds een leeftijdsklasse hoger. Hij heeft nog een jaar gevoetbald (bij DCG) en ook nog honkbal geprobeerd. Zijn vader schrikt eerst van zijn plan om CIOS te gaan doen: slechts één op de vijf afgestudeerden werkt uiteindelijk in de sport. Uiteindelijk kwam hij terecht bij het ambitieuze Brother Martinus in Amstelveen. Daar debuteerde hij op zijn zeventiende in het eerste.

### Bankras
In december 1983 kwam Arie Selinger, toen coach van het Amerikaanse vrouwenteam dat naar de Spelen in Los Angeles zou gaan, voor een lezing in het Crest Hotel in Amsterdam. Selinger bracht een adembenemende visie over techniek, winnen, ambitie. Op 8 november 1985 treedt Selinger in dienst van de Nederlandse Volleybalbond om te beginnen aan een ambitieus plan: een medaille in 1992. Nog later, in mei 1987, is het Bankrasmodel geboren: de nationale selectie speelt niet meer in de competitie, maar traint uitsluitend voor interlands, in sporthal Bankras te Amstelveen, met als doel Barcelona, 1992.

### Met de afvallers toch naar Barcelona
Een jaar voordat het team afreist naar Barcelona, zijn er mensen die afhaken van 'Bankras' en in het buitenland veel geld gaan verdienen. De eerste is coach Selinger zelf, die naar Japan gaat om voor een bedrijfsteam te gaan werken. Wat later vertrekken enkele spelers naar Italië. Dit geeft een vertrouwensbreuk tussen de blijvers (waaronder Zwerver) en de vertrekkers: de Bankras-afspraak is verbroken. Zwerver blijft met de gedachte: na Barcelona verdien ik het grote geld toch wel. Uiteindelijk kiest de trainer in 1992 compromisloos voor de beste spelers, ook als die een afspraak gebroken hebben. In Barcelona schakelt Nederland wel aartsrivaal Italië uit, maar verliest de finale van Brazilië. Meteen na dit verlies roept Selinger, die tijdelijk teruggekomen is, de spelers bij elkaar op het veld: "Dan winnen we toch goud in Atlanta".

### Atlanta
De vier jaar voorbereiding gaan niet van een leien dakje. Nederland haalt vele tweede plaatsen, onder meer op het EK, het WK en de World League. Steeds is Italië oppermachtig. Uiteindelijk wordt Joop Alberda coach. In het voorjaar van 1996, tijdens het World League-toernooi dat Nederland doelbewust naar Ahoy' heeft gehaald, wordt Italië verslagen.
In het Omni Coliseum van Atlanta speelt Nederland in de finale tegen Italië. In een zinderende vijfsetter krijgt eerst Nederland een matchpoint, later Italië, maar op het tweede matchpoint van Nederland slaan de Italianen na een smash van Zwerver, de bal langs de verkeerde kant van de antenne over het net en zo wordt Nederland olympisch kampioen.

### Trainer
Na zijn spelersloopbaan werd Zwerver manager bij het 1e herenteam van Omniworld uit Almere. Dit heeft hij twee jaar gedaan waarna hij toch liever het trainersvak in ging nadat hij gevraagd was om assistent bondscoach te worden onder Peter Blange. Hij werd hierna hoofdtrainer van VC Nesselande. Tot medio 2016 is Zwerver de assistent van bondscoach Gido Vermeulen van het Nederlands Volleybalteam. Vanaf augustus 2016 is Zwerver assistent van het universiteitsteam van Oregon State.